# 2020年の気象・地象・天象
2020年の気象・地象・天象（2020ねんのきしょう・ちしょう・てんしょう）では、世界的な視点で、2020年の気象・地象・天象に関する出来事について記述する。
全世界視点で重要なことを優先し書く。国内のローカルの小さな事象を強調しすぎることは止める。
2019年の気象・地象・天象 - 2020年の気象・地象・天象 - 2021年の気象・地象・天象

## 気象

### 気象の概況（通年）
en:Weather of 2020（2020年の気象）も参照
en:2020 in climate change（気候変動における2020年）も参照
世界のいくつもの場所で観測史上最高気温を記録した。日本でも観測史上最高気温を記録した場所が複数あり、記録的な豪雨も経験した。

### 月別、日付別
- 4月14日 - 日本の気象庁は2019年12月から2020年2月冬の日本の平均気温が平年を1.66℃上回り1897年12-2月に統計を開始して以来、最も高くなったと発表[2]。
- 5月12日 - 台風1号（ヴォンフォン）が発生。5月以降に1号が発生するのは4年ぶりだった[3]。
- 6月20日 - ロシアのシベリア北部の町ベルホヤンスクで、北極圏で観測史上最高気温となる38.0℃を記録した[4]。
- 本年7月では台風が1つも発生しなかった。7月に台風の発生数が0となったのは、1951年からの統計史上初の事態[5]。
- 令和2年7月豪雨 - 日本の九州地方および中部地方で豪雨が発生し甚大な被害をもたらした。83人が死亡し、29人が負傷、約18000軒の家屋が被害を受けた[6]。
  - 7月4日 - 気象庁が熊本県と鹿児島県に大雨特別警報を発表。いずれも、特別警報が発表されるのは初めてだった[7]。
- 8月17日 - 高気圧により、静岡県浜松市中区(現・中央区）で、同日12時10分に41.1℃の気温を記録[8][9][10][11][12]。2018年7月23日に埼玉県熊谷市で記録された気温と並び、日本における歴代最高タイの気温となった[8][13]。なお、浜松市ではこの時2日連続で気温が40℃を超えた[14][15]。16日には浜松市中区で40.2℃、浜松市天竜区で40.9℃を記録している。（ ウィキニュースに関連記事があります。静岡県浜松市で41.1度 日本の歴代最高気温と並ぶ）
- 9月3日 - 新潟県三条市で40度を観測した。9月に40度以上を観測したのは観測史上初。この日はフェーン現象が発生していた[16]。

## 地象
- 1月24日 - トルコ・エラズー県でマグニチュード6.7の地震が発生し、41人以上が死亡、1600人以上が負傷[17]。
- 2月23日 - イランとトルコの国境付近でマグニチュード5.8の地震が発生し、10人以上が死亡、141人が負傷[18]。
- 3月13日 - 石川県能登地方を震源とするマグニチュード5.5の地震が発生。輪島市で最大震度5強を観測。また、穴水町でも5弱を観測した。富山市と氷見市で2人が負傷した[19]。
- 4月23日 - 長野県中部を震源とするMj5.5の地震が発生後、同震源で5月8日現在80回を超える地震が群発した。[20]
- 6月25日 - 千葉県東方沖を震源とするマグニチュード6.1の地震が発生。旭市で最大震度5弱を観測した。市原市といすみ市で2人が負傷した[21]。
- 10月30日 - トルコ・イズミル県のエーゲ海を震源とするマグニチュード7.0の地震が発生し、116人が死亡、1035人が負傷[22]。

## 天象
月別の天象一覧
下に掲載しているのは、月別の、おもに月齢（月相）や食（日食、月食、惑星の食）について記載したリスト（英語版では現状はポータル形式）
1月（英語版）、2月（英語版）、3月（英語版）、4月（英語版）、5月（英語版）、6月（英語版）、7月（英語版）、8月（英語版）、9月（英語版）、10月（英語版）、11月（英語版）、12月（英語版）
- 当年に日食は2回、月食は4回

できごと
- 6月21日 - アフリカやアジアの広い範囲で日食が観測された。日本でも、各地で部分日食が観測され[23]、台湾では金環日食が観測された[24]。

- 7月3日 - NEOWISE彗星 (C/2020 F3) が近日点通過